# Нурутдинова, Лилия Фоатовна
Ли́лия Фоа́товна Нурутди́нова (тат. Лилия Фоат кызы Нуретдинова; род. 20 сентября 1963, Нарат-Елга, Татарская АССР) — советская и российская легкоатлетка, олимпийская чемпионка в эстафете 4×400 метров. Заслуженный мастер спорта СССР (1991).

## Биография
Родилась в Набережных Челнах или, по другим данным, в селе Нарат-Елга Чистопольского района Татарстана. Лилия Нурутдинова — воспитанница ДЮСШ-3 челнинского спортивного клуба «КамАЗ». Первым тренером Лилии был её отец — Фоат Шайхутдинович Нурутдинов.
На Олимпиаде в Барселоне участвовала в предварительных забегах в эстафете 4×400 метров, в итоге получив золотую медаль. В беге на 800 метров Лилия стала второй, уступив Эллен ван Ланген.
Также становилась победителем чемпионата мира в 1991 году. В 1993 году была дисквалифицирована на четыре года из-за использования стероида станозолола. Эта дисквалификация фактически стала причиной досрочного завершения спортивной карьеры.
После 1993 года Нурутдинова работала в школе в Набережных Челнах, в 1995 году вышла замуж за тренера Павла Литовченко, работавшего с ней ещё в сборной Советского Союза. До 2000 года вместе с мужем тренировала сборную Малайзии по лёгкой атлетике, после чего семья вернулась в Москву.
С 2003 года работала тренером по общей физической подготовке в одной из московских школ по теннису, которым занимается ребёнок Нурутдиновой.